# Journées des 5 et 6 octobre 1789

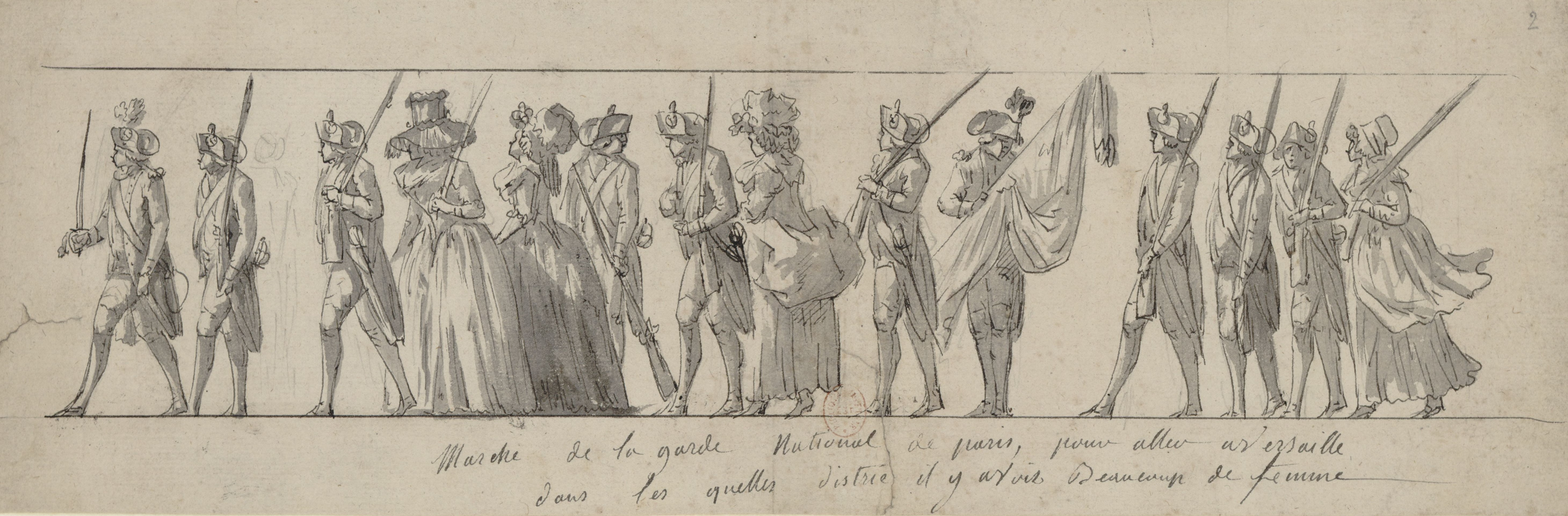
La marche des femmes et de la garde nationale sur Versailles, le 5 octobre 1789-.

Les 5 et 6 octobre 1789 font partie des « grandes journées » de la Révolution française et ont abouti au retour définitif et contraint du roi Louis XVI et de sa famille à Paris, capitale du royaume de France.
Initialement, la journée du 5 octobre débute par un rassemblement des femmes sur la place de Grève, devant l'hôtel de ville de Paris, pour interpeller la Commune, notamment sur une disette de pain qui touche la capitale. L'Hôtel de ville est d'ailleurs envahi jusqu’à l'arrivée de la Garde nationale, menée par La Fayette. Puis un appel est lancé afin de faire part de ces revendications directement auprès du roi et de l'Assemblée constituante. Ainsi, une foule de plusieurs milliers de personnes, très majoritairement composée de femmes, se met en marche vers Versailles. Elles sont suivies par d'autres groupes armés, puis plusieurs heures plus tard, par 15 000 à 20 000 hommes de la milice nationale.
Ces demandes étaient autant économiques (révolte frumentaire liée à la demande de pain, à laquelle le roi répond favorablement) que politiques : exigences de ratification des décrets relatifs à la Constitution et à la Déclaration des droits de l'homme et du citoyen, à laquelle le roi se plie dans la soirée ; de remplacement des gardes du corps du roi par la garde nationale ; de port de la cocarde ; et d'installation du roi et de sa famille à Paris.
Sur ce dernier point, le roi se laisse la nuit pour réfléchir. Il accepte toutefois que la surveillance extérieure du château de Versailles et sa sécurité ne soient plus assurées par les gardes suisses mais par la garde nationale, commandée par La Fayette.
Mais le 6 octobre, à l'aube, le château est envahi par un groupe plus revendicatif. La Fayette, en retard, est incapable d'empêcher son invasion meurtrière (deux des gardes chargés de la protection des appartements de la reine Marie-Antoinette, principalement visée par l'invasion du palais, sont tués, tandis que les deux autres, Tardivet du Repaire et Miomandre de Sainte-Marie, sauvent la reine). En fin de matinée, le roi et sa famille quittent Versailles pour Paris, escortés par la foule. La famille royale va désormais être installée au palais des Tuileries. L'Assemblée constituante y est appelée quelques jours plus tard : elle siège pour la première fois dans la chapelle de l'archevêché le 19 octobre.
Ces journées ont pour conséquence immédiate le déplacement du centre politique de la France de Versailles à Paris. Elles ont aussi été marquées par la ratification par le roi de la Déclaration des droits de l’homme et du principe de la Constitution. À plus long terme, elles ont contribué à consacrer une certaine volonté populaire dans la Révolution tandis que pour d'autres[évasif] commentateurs ces journées annoncent la Terreur. Quoi qu’il en soit, elles marquent un nouveau pas dans l’affaiblissement du pouvoir royal.

## Controverses sur les sources
Malgré leur importance, les conditions et le déroulement de ces deux journées restent relativement mal connus, principalement par manque de sources. En effet, l'intégralité des sources manuscrites d'époque sur le sujet ont disparu, dans des conditions inconnues.
Les événements de ces deux journées ont fait l'objet d'une instruction en vue d'un procès pour crime de lèse-nation (dont les archives ont été également perdues), instruite au Grand Châtelet. Les auditions s'étalent du 11 décembre 1789 au 20 avril 1790, relayées par le Moniteur universel et l'information sera imprimée le 19 septembre 1790. Dès leur publication, ces témoignages font l'objet de vives critiques et de controverses : s'y mêlent des témoignages de personnes qui n'ont pas vécu l'événement et de très nombreuses rumeurs, les acteurs populaires et les femmes sont sous-représentés. Cette procédure fait l'objet d'un rapport à l'Assemblée constituante, dirigé et présenté par le député Chabroud. Ce rapport apporte des témoignages supplémentaires, et analyse méthodiquement la procédure. Il se montre à ce sujet très critique des enquêteurs du Grand Châtelet (il s'agit d'une des dernières enquêtes de cette institution qui est supprimée fin 1790). Ce rapport a pour principal objectif de décider si Mirabeau et surtout le duc d'Orléans, qui font tous les deux l'objet de beaucoup de rumeurs et d'accusations à l'époque, doivent être inculpés pour avoir organisé les journées d'octobre : le rapport conclut à leur innocence. Ce rapport sera lui-même vivement critiqué, en particulier par Jean-Joseph Mounier, président de l'Assemblée constituante lors des 5 et 6 octobre (il est émigré à Genève lorsqu'il publie ses objections contre le rapport).

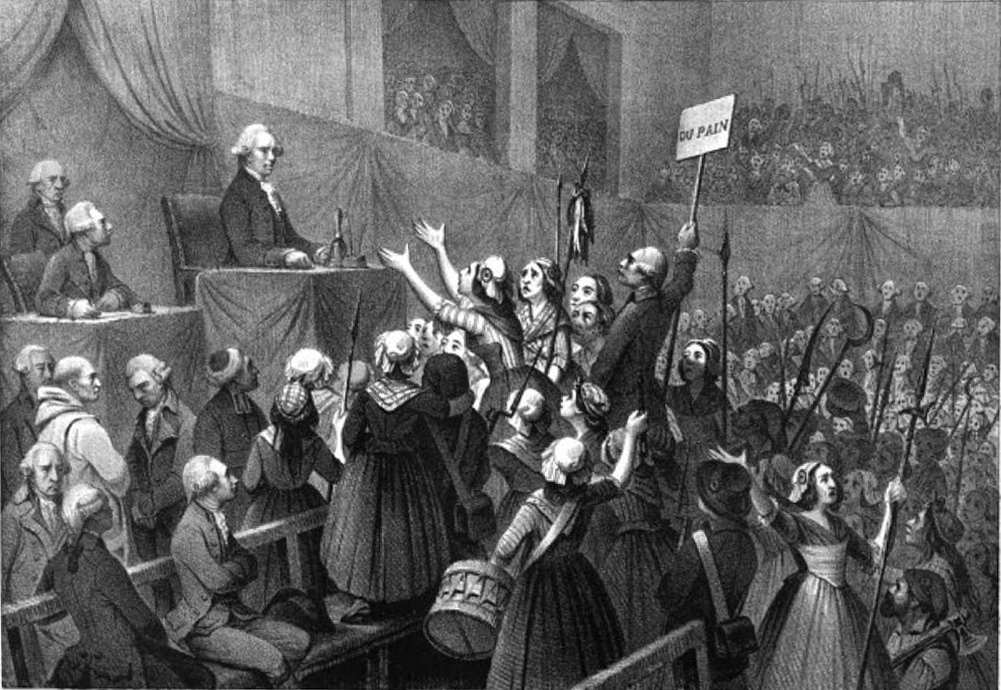
Jean-Joseph Mounier, président de l'Assemblée constituante les 5 et le 6 octobre 1789 (Alexandre Debelle, XIXe siècle).

D’autres témoins relatent des versions contradictoires de ces évènements, surtout lorsqu’elles sont publiées plusieurs années après les faits, notamment sous la Restauration, soit vingt à trente ans plus tard.
Parmi les plus célèbres, il faut mentionner :
- Louis XVI dans son « testament politique », laissé aux Tuileries pour expliquer son départ de la capitale en 1791. Dans ce texte, il donne sa vision de ces deux journées[9].
- La Fayette qui a rédigé deux récits de ces journées dans ses mémoires.
- Jean-Joseph Mounier, président de l’Assemblée constituante au moment des faits, qui accompagne la première délégation de femmes vers le roi et qui demande la signature des décrets de ratification de la Déclaration des droits de l'homme et du citoyen.
- Condorcet.
- Madame Campan, première dame de chambre de Marie-Antoinette, un des témoignages les plus connus[10] (ses mémoires n'ont été publiés qu'en 1823 et elle dit elle-même qu'elle n'était pas présente au moment des faits mais retranscrit les propos de sa sœur, présente près de la reine durant toute la matinée. C'est ce témoignage qui sera le plus repris par la petite histoire).
- Laurent Lecointre, lieutenant-colonel et commandant de la première division de la garde nationale de Versailles, qui publie son témoignage par la suite[11].
- Saint-Priest, premier ministre de l'intérieur, celui-là même qui a été à l'initiative du mouvement du régiment de Flandre à Versailles (voir ci-dessous), qui loge à Versailles le 1er octobre 1789 et qui pousse à l’extraction du roi de Versailles[12].
- Dumas.
- Mme de La Tour du Pin, dame d'honneur de la reine.

Ces deux journées d'évènements ont aussi suscité de nombreux commentaires, notamment parmi les historiens « politiques » de la Révolution française (comme Thiers, Jaurès, Marx ou Taine).
Enfin, Michelet dans son Histoire de la Révolution française (commandée par le roi Louis-Philippe) en fait un moment clé de la Révolution. De cette version, on retient, comme l'exprime Jean Tulard, « les émeutes de la faim ».

## Situation en septembre 1789

### Le piétinement des débats de l'Assemblée constituante
En septembre 1789, la situation à Paris est à la limite de l'implosion. L'excitation de l'été 89 est retombée, et depuis la nuit du 4 août (abolition des privilèges) et le 26 août (vote des premiers articles de la Constitution et de la Déclaration des droits de l'homme et du citoyen), l'Assemblée piétine. Le roi refuse de signer certains décrets de l'Assemblée, dont la Constitution et la Déclaration. Le 5 octobre au matin, avant l'arrivée des femmes à Versailles, il fait encore parvenir une lettre à l'Assemblée où il n'accepte de donner sa sanction à la Constitution que si le pouvoir exécutif en son entier reste entre les mains du roi, alors que le mois de septembre s'est perdu en délibérations à l'Assemblée et dans les journaux pour savoir s'il fallait donner le droit de veto au roi[réf. nécessaire]. Les deux parties campent sur des positions incompatibles. Quant à la DDHC, le roi la rejette comme soumise à trop d'interprétations et trop dangereuse à appliquer.
Vus depuis Paris, le roi et l'Assemblée apparaissent comme soumis à l'influence de la Cour et des courants les plus conservateurs[réf. nécessaire]. Des journaux et publicistes commencent à réclamer le retour du roi à Paris, pour l'éloigner des influences qu'ils jugent pernicieuses. C'est aussi le cas du milieu entourant le Palais-Royal qui craignent de perdre de leur influence sur le cours du mouvement révolutionnaire comme en témoignent les articles du journal de Camille Desmoulins, Révolutions de France et de Brabant, édité par Danton et proche, à ce moment, de Philippe d'Orléans.

### «Une disette moitié réelle, moitié factice»
Par ailleurs, depuis le mois de septembre, le peuple parisien souffre d'une augmentation des prix du pain. Les raisons en sont encore très obscures : les récoltes, contrairement à l'année précédente, ont été bonnes et les communes limitrophes sont bien pourvues en pain[réf. nécessaire]. Pourtant à Paris, le pain est rare, la farine est de mauvaise qualité. Les boulangeries sont prises d’assaut. Cette disette culmine début octobre. Dans la Procédure, Stanislas-Marie Maillard, qui se présente comme le porte-parole des femmes, témoigne ainsi de la situation :
« Un membre, chevalier de Saint-Louis, prit la parole, et dit qu'il étoit faux ; qu'il arrivoit de Paris : qu'il savoit qu'on avoit beaucoup de peine à avoir du pain, mais qu'il ne valoit pas plus de 12 sols et demi, et que lui déposant (NB : Maillard) en imposoit à l'Assemblée : lui déposant répliqua qu'il alloit donner preuve de ce qu'il avançoit, et dit qu'aucune femme ne pouvoit se mettre dans la foule à la porte d'un boulanger ; qu'un homme seul pouvoit le faire ; que par ce moyen cet homme perdant sa journée il perdoit 3 livres et 12 sols que lui coûtoit le pain ; ça lui faisoit un total de 3 livres 12 sols. ».
La situation augmente la suspicion et la paranoïa générale. Dans ses mémoires, quarante ans plus tard, La Fayette évoque toujours « une disette moitié réelle, moitié factice ». Les Parisiens voient dans cette situation un nouveau « complot de famine »[réf. nécessaire].
La paranoïa parisienne est accentuée par la décision de Louis XVI de convoquer le régiment de Flandre, près de 5 000 hommes, à Versailles à partir de fin septembre. Le régiment est constitué de soldats et d'officiers français, mais porte un nom de régiment étranger, ce qui rappelle le régiment de Royal-Allemand, appelé en renfort en juillet 1789, et qui fit plusieurs blessés aux Tuileries le 13 juillet, entraînant la prise de la Bastille le lendemain. Le Royal-Allemand avait été appelé par le roi pour mater les troubles dans la capitale, et les Parisiens révolutionnaires craignent que le roi essaie de faire la même chose avec le régiment de Flandre[réf. nécessaire]. Certains craignent aussi un coup de force contre l'Assemblée. Mounier, dans son témoignage additionnel à la Procédure instruite au Grand Châtelet, soutient que des projets avaient été formés pour forcer le roi à venir à Paris, que La Fayette s'y opposait, et que le régiment de Flandre avait été appelé pour empêcher ces projets.

### Le Banquet des gardes du corps

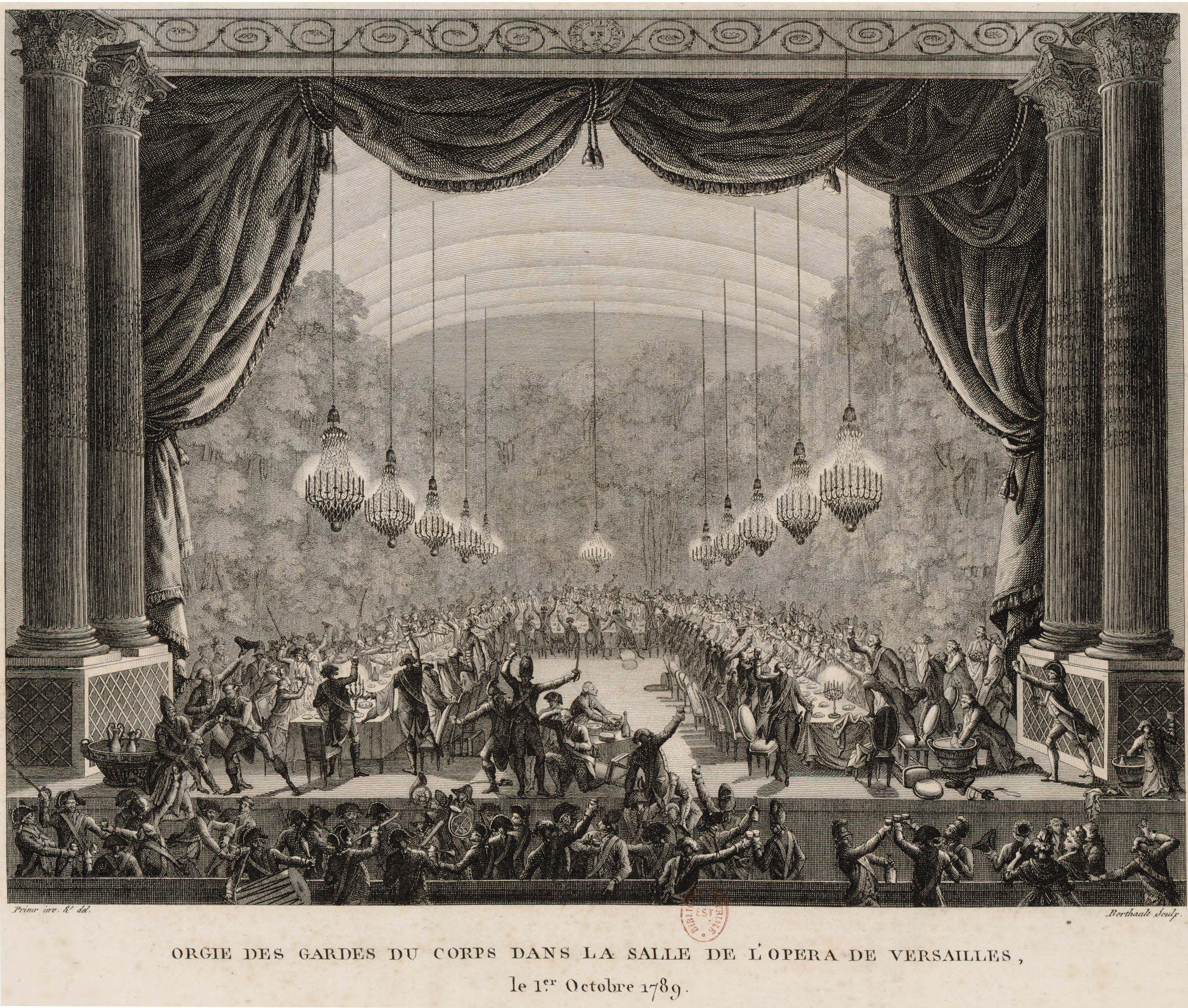
Orgie des gardes du corps dans la salle de l'opéra de Versailles - le 1er octobre 1789, gravure datant de 1792.

Le 1er octobre, les gardes du corps du roi organisent un banquet en l'honneur du régiment de Flandre. Si ce genre de banquet n'a, à l'époque, rien d'exceptionnel, celui-ci va pourtant choquer une partie des Parisiens. Alors que la disette de pain parisienne est largement connue et relayée par les journaux, un repas est prévu pour 300 convives, et le menu est confié à un traiteur de Versailles, Deharmes, qui fixe le prix à vingt-six livres par tête sans compter les vins, les liqueurs, les glaces ou encore les bougies. Le banquet a lieu dans la grande salle de l'opéra du château de Versailles, salle ordinairement réservée aux banquets des délégations étrangères à Versailles, c'est-à-dire aux plus grands événements. Un orchestre parachève le tout. Les gardes du corps choisissent de n'inviter que des officiers d'autres régiments qui sont du même rang qu'eux, ou qui partagent leurs idées : Laurent Lecointre, malgré son rang important dans la garde de Versailles, n'est pas convié, alors que le sont certains de ceux qui sont sous ses ordres. Lecointre est notoirement un pro-révolutionnaire convaincu. La chose est suffisamment malavisée pour que le commandant-général de la garde, le comte d'Estaing, lui fasse le lendemain des excuses de cette absence d'invitation. Ce banquet est, dès le départ, ressenti comme une provocation. Ce qui s'y déroule ensuite est teinté de cette série de provocations plus ou moins voulues.
Vers le dessert, Louis XVI, revenant de la chasse, choisit d'aller avec la reine et le dauphin voir le banquet et saluer les soldats et les gardes. Il passe entre les tables, et se fait aborder par des hommes ivres[réf. nécessaire]. Plusieurs toasts sont proposés — au roi, au dauphin, à la famille royale — et acceptés. Un toast à la Nation aurait été rejeté[réf. nécessaire]. À un moment de la soirée (probablement après le passage du roi), la cocarde blanche (ou noire, ou d'une seule couleur, selon les témoignages) est déclarée seule vraie cocarde. Aucune cocarde n'est piétinée, mais des soldats de la Garde nationale qui portent la cocarde tricolore de leur uniforme se la voient enlevée, ou arrachée, pour être remplacée par une cocarde d'une seule couleur. La cocarde blanche incarne le roi et la monarchie, alors que la noire est la cocarde traditionnelle d'une partie des troupes royales de l'époque. Il faut néanmoins souligner que l'acte n'est pas, pour une partie des hommes présents, particulièrement transgressif : la cocarde blanche fait partie de l'uniforme des gardes du corps. La soirée bien arrosée se termine avec un soldat qui essaye de se suicider, plusieurs autres grimpent au balcon de la chambre de Louis XIV du haut duquel ils déclarent leur soutien à la cocarde blanche, pendant qu'une bonne partie des habitants de Versailles sont réveillés par le bruit[réf. nécessaire].
Le 3 octobre, un autre banquet est donné, semble-t-il par le régiment de Flandre pour remercier les gardes du corps. Ce banquet est assez mal connu et souvent confondu avec le premier. Il semble avoir été tout aussi désordonné.
Rapidement, les deux événements sont connus sous le nom d’Orgie des gardes du corps et font beaucoup parler d'eux. L’événement est relayé par le bouche à oreille puis dans la presse le 3 octobre. On ne parle pas encore de cocardes piétinées, c'est la rumeur qui va créer cette légende. En revanche, le refus du vœu de santé à la Nation et l'affront fait à la cocarde tricolore provoquent des émois. Dans les rues de Paris et surtout au Palais-Royal, des hommes qui portent la cocarde noire sont agressés, et sommés de prouver qu'ils sont de bons patriotes et non des ennemis de la Nation. La Commune de Paris émet un arrêté le 4 octobre contre la cocarde noire et pour le port obligatoire de la cocarde tricolore (pour ceux qui choisissent d'en porter une).

## Journée du 5 octobre

### Réunion sur la place de l'Hôtel de ville de Paris
Au cours de la matinée du 5 octobre, des femmes qui se lèvent tôt pour chercher l’eau, le combustible, ou qui travaillent tôt (corporation des Dames de la Halle qui vendent du poisson — les poissardes et harengères —, du grain, des fruits et légumes ou des fripes dans le petit marché de la Halle, telle la reine Audu) commencent à se réunir sur la place de l'Hôtel de Ville (la place de Grève) dès sept heures. On ignore les circonstances exactes qui ont mené à ce rassemblement. Cependant, il y a plusieurs hypothèses. Au moins un boulanger a été traîné de force à l'Hôtel de ville, accusé de vendre son pain trop cher et la foule demanda sa punition. La manifestation pourrait alors être l'expression impromptue d'un mécontentement qui bout depuis le début du mois de septembre (le 5 octobre est le jour où le pain est le plus cher de toute l'année 1789[réf. nécessaire]). Par ailleurs, il y a eu des motions au Palais-Royal dans les jours précédents, ainsi qu'une première tentative le 30 août de marcher sur Versailles, par le marquis de Saint-Huruge. Certaines motions sont attribuées à des femmes. La veille était un dimanche, un jour propice pour que les femmes se réunissent et discutent d'une éventuelle manifestation. D'autre part, la majorité des femmes présentes sont des Dames des Halles : elles appartiennent à une corporation, elles ont donc l'habitude de s'organiser[réf. nécessaire]. De même, les femmes des Halles disposent d'un rôle très précis dans la société d'Ancien Régime. Elles ont l'habitude d'aller voir le roi en procession et d'être reçues par lui, soit pour présenter des doléances, soit pour présenter leurs compliments. Elles sont considérées alors comme représentantes officielles du peuple de Paris. La configuration politique ayant changé au cours de 1789, il est possible qu'elles aient considéré le recours à la Commune de Paris (qui siège à l'Hôtel de ville) comme le nouveau chemin légal avant d'aller voir le roi[réf. nécessaire]. Étant chargées de l'approvisionnement de la capitale, il paraît relativement crédible qu'elles aient décidé que les requêtes et les plaintes concernant la disette de pain devaient passer par elles. Une autre analyse souligne aussi que la peur de la montée de la contre-révolution a pu jouer un rôle dans l'implication des femmes.
Les femmes réunies sur la place sont de plus en plus nombreuses. Elles commencent par réclamer de voir les représentants de la Commune, le maire Bailly, et le général La Fayette. Aucun n'est là, et on refuse de les laisser rentrer. Elles forcent le passage et pénètrent en nombre dans l'Hôtel de ville. Les témoignages[Lesquels ?] sur ce qui s'est passé, et à quel moment, dans l'Hôtel de ville, sont contradictoires. Un arsenal est forcé, et près de six cents armes volées, mais rien ne permet de savoir si les armes sont volées par des femmes ou des hommes, si elles sont volées par les femmes qui ont organisé la première marche ou par les suivantes, ni quels type d'armes sont volées. Les femmes de la première marche ont des piques mais pas de fusils, néanmoins lors des marches suivantes, certains manifestants ont des fusils[réf. nécessaire]. Les témoins mentionnent par ailleurs que des prisonniers sont libérés des geôles du Grand Châtelet ou des geôles de l'Hôtel de ville. Il s'agit probablement de prisonniers arrêtés pour vagabondages. Il n'est pas prouvé qu'en dehors de l'Arsenal, l'Hôtel de ville ait été vandalisé.
Au son du tambour et du tocsin (à la fois le tocsin de l'Hôtel de ville sonné par les femmes et le tambour de la Garde nationale appelant les soldats à se réunir), une foule de curieux autant que de manifestants se dirige vers la place et l'Hôtel de ville qui ne désempliront pas de la journée. La Fayette n'arrive que vers quatorze heures et Bailly, le maire de Paris, pas avant 16 heures. Ils maintiennent un semblant de calme. La Fayette refuse d'emmener la Garde nationale parisienne à Versailles sans un ordre légal de la Commune qu'il n'obtiendra pas avant la fin d'après-midi : le Général et ses 10 000 hommes ne quittent Paris qu'à dix-sept heures.

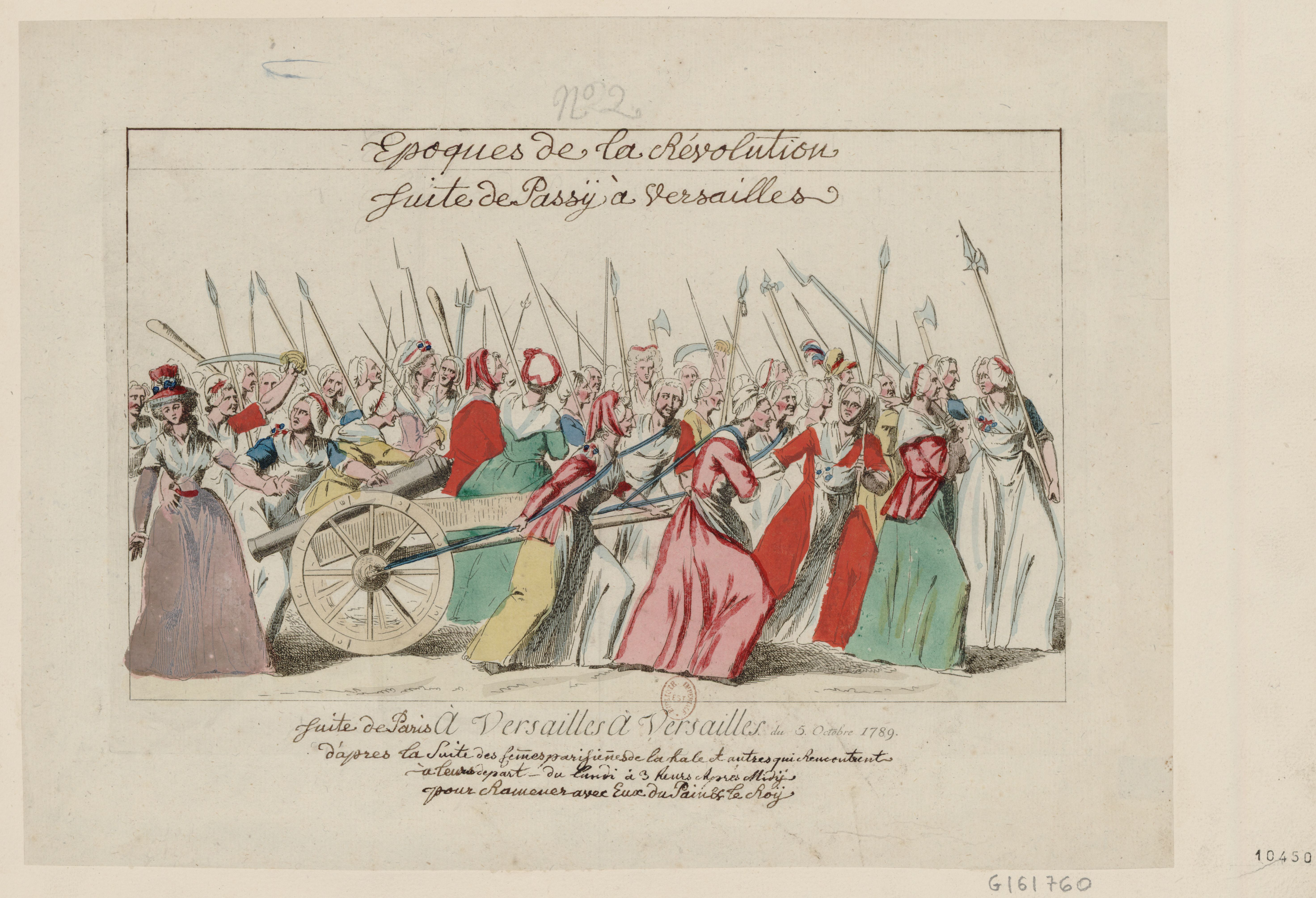
La marche des femmes le 5 octobre 1789. Sur la gauche, on aperçoit une bourgeoise entraînée par l'une des manifestantes.

### Marche des femmes vers Versailles

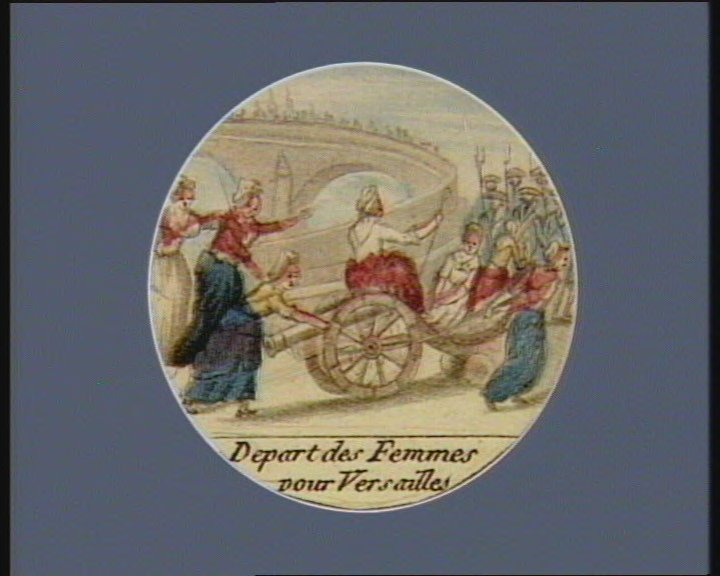
Dessus de bouton non monté représentant le départ des femmes avec les canons le 5 octobre 1789-.

Vers dix heures du matin, alors qu'il pleut depuis l'aube, un premier groupe de plusieurs milliers de femmes décident de partir pour Versailles pour aller voir le roi. La marche a commencé sur les marchés de l'ancien faubourg Saint-Antoine où elles ont sonné les cloches d'une église, ce qui a incité d'autres personnes à les rejoindre. Leur nombre au départ est inconnu, mais elles sont estimées à plusieurs milliers à l'arrivée ; beaucoup de ces femmes ont été « recrutées » en route. Les gravures ou encore les témoignages comme celui du libraire Hardy dans son journal, suggèrent que les femmes des classes populaires ont essayé d’enrôler des bourgeoises dans le cortège. Elles tirent derrière elles une, deux ou trois pièces de canon qu'elles ont prises sur la place de Grève. Elles les tirent à mains nues. Il y a environ six heures de route à pied entre Paris et Versailles.
Les processions de Paris à Versailles ne sont pas rares, et elles empruntent un chemin codifié, qui est celui que prendra cette première marche, signe que ces femmes se considèrent comme formant une procession officielle en route pour faire des demandes officielles au roi[réf. nécessaire]. Elles suivent les quais jusqu'à la place Louis XV (actuelle place de la Concorde), puis tournent au niveau des Champs Élysées pour prendre la route de Sèvres par Auteuil. La rumeur semble-t-il les précède, car elles trouvent portes closes à Sèvres, où elles doivent négocier avec les habitants pour obtenir à boire et à manger.
Elles arrivent épuisées à Versailles vers seize heures. Les commentateurs de l'époque ont souvent noté leur aspect débraillé, pour les railler ou s'en offusquer. En réalité, elles ont fait six heures de route sous la pluie, dans la boue, tirant des canons, accompagnées d'enfants, et sans doute en ayant souffert de la faim à la suite de la disette de pain parisienne.

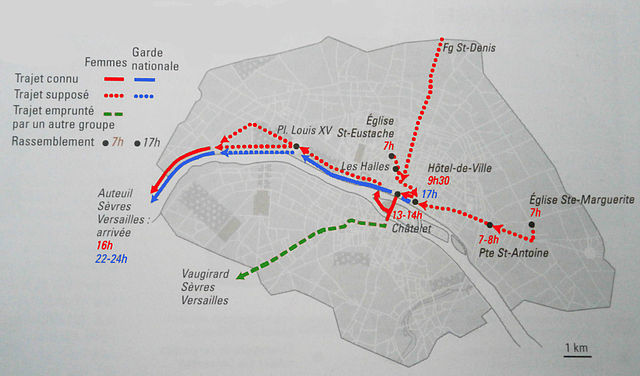
Itinéraires connus et supposés des marches du 5 octobre 1789- - Carte retouchée tirée de l’Atlas de la Révolution Française, : Paris, édité par Serge Bonin, Émile Ducoudray, Alexandra Laclau, Claude Langlois, Raymonde Monnier, Daniel Roche.

### Intrusion à l'Assemblée et rencontre avec le roi
Arrivées à Versailles, la majorité de ces femmes épuisées cherchent à se reposer. Elles s'installent sur la Place d'Armes, face au château. Un groupe de femmes (au départ une vingtaine) rentre dans l'hôtel des Menus-Plaisirs, où siège l'Assemblée constituante, et se met à circuler dans les galeries, entre les bancs et les députés, et certaines s’assoient même sur le siège du Président de l'Assemblée. Elles provoquent la colère des quelques députés qui sont encore là à cette heure qui trouvent l'intrusion du peuple, mais surtout des femmes, inadmissible. Au fur et à mesure que la soirée avance, de nouveaux groupes arrivent de Paris, principalement masculins et armés ; l'Assemblée se remplit de plus en plus.

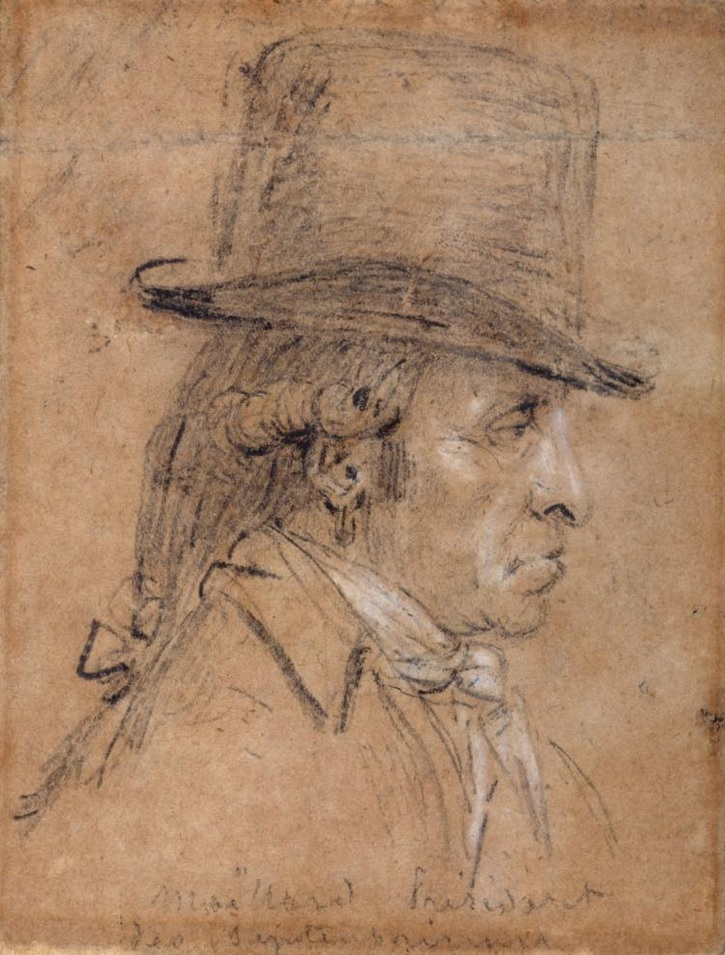
Stanislas-Marie Maillard.
Croquis dessiné par Georges-François-Marie Gabriel, Paris, musée Carnavalet, fin du XVIIIe siècle.

Les femmes ont pour porte-parole un dénommé Stanislas Maillard. Maillard est un personnage ambigu qui participe à plusieurs journées révolutionnaires. Notaire, d'où son habit noir qui sera souvent relevé par les témoins à l'Assemblée, il est l'un des vainqueurs de la Bastille. Des ouvriers déguisés en femmes se sont glissés dans le cortège. Néanmoins, en dehors de Maillard, dont le témoignage est un exemple de « protagonisme », on sait peu de choses de leur participation à l'événement d'octobre. Maillard, à travers son témoignage se présente comme le leader de toute la marche des femmes, mais seul son rôle de porte-parole à l'Assemblée est corroboré par d'autres témoignages. Lors des massacres de Septembre 1792, il aura un rôle beaucoup plus trouble, puisqu'il participera aux tribunaux improvisés.
Il demande principalement du pain pour Paris, qu'on punisse ceux que tous à Paris accusent d'empêcher l’approvisionnement en farine (les meuniers, les accapareurs, certains membres de l'Assemblée), des lois sur les subsistances et le respect de la cocarde nationale et de la Nation. Son discours est accueilli par Mounier, alors Président de l'Assemblée, qui fait voter un décret sur les subsistances qui doit être signé par le roi et demande qu'on fasse servir à boire et à manger aux manifestantes et aux manifestants dans et à l'extérieur de la salle[réf. nécessaire].

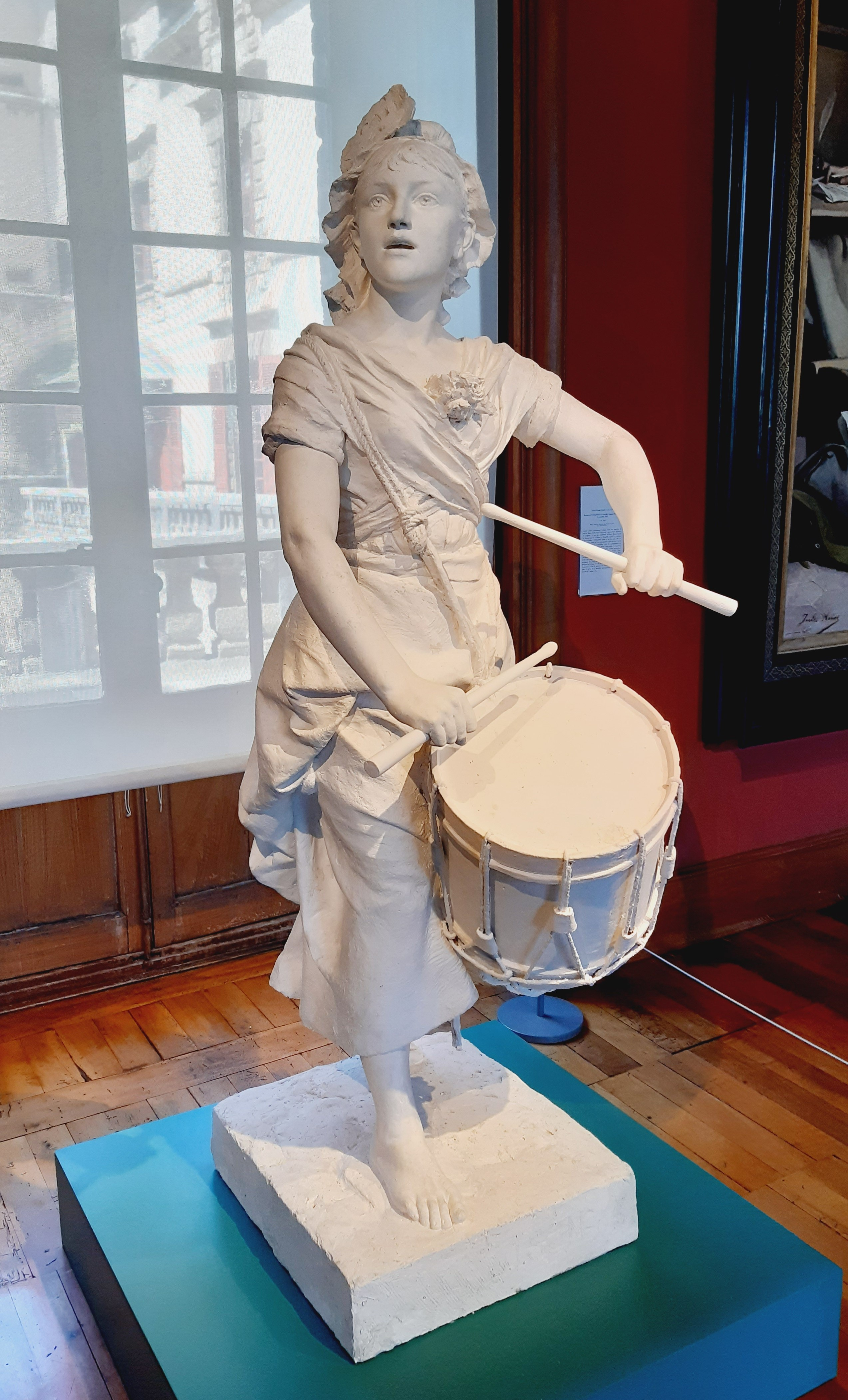
Louise Chabry dite Louison la bouquetière à la tête des femmes de la halle le 5 octobre 1789, musée de la Révolution française.

Vers dix-sept heures, une députation conduite par Mounier part voir le roi pour lui faire signer le décret de subsistances et lui demander des mesures immédiates pour livrer du pain à Paris. Mounier a aussi prévu de profiter de cette visite impromptue au roi pour lui forcer la main et lui faire signer la Constitution et la Déclaration des droits de l'homme et du citoyen La députation est constituée de Mounier, Maillard et douze femmes, même si seules quatre d'entre elles sont autorisées à entrer, Victoire Sacleux teinturière, Rose Barré, Françoise Rolin, bouquetière qui se prend les pieds et tombe et Louison Chabry, ouvrière en sculpture âgée de dix-sept ans chargée de parler au nom de ses compagnes qui murmure : « du pain » et s'évanouit. Le roi veut les rassurer : « Vous devez connaître mon cœur, je vais ordonner de ramasser tout le pain qui est à Versailles. Je vous le ferai donner ». Au moment de partir, Louison demande au roi la permission de lui baiser la main. Celui-ci lui répond : « Vous méritez mieux que cela » avant de l'embrasser sur les deux joues. Mounier renonce à obtenir l'acceptation du roi de la déclaration des droits de l'homme et des dix-neuf premiers articles de la constitution comprenant que ce n'est pas le moment mais il obtient la permission de revenir plus tard dans la soirée,. Au cours de cette première entrevue, le roi signe le décret et fait rassembler plusieurs charrettes de pain de Senlis et de Lagny pour les envoyer à Paris  (ce qui prouve par ailleurs que la disette de pain est bien concentrée uniquement sur Paris). Lorsque la députation ressort, les femmes de la députation sont accusées par les autres manifestantes de leur mentir et menacées d'être pendues. Elles retournent voir le roi pour obtenir une preuve écrite qu'elles ont bien obtenu ce qui était demandé et n'ont pas menti, preuve qu'elles obtiennent. Le roi décide aussi de les renvoyer, en voiture, à Paris, à l'Hôtel de ville avec un message pour Bailly. Elles y arrivent à minuit.
Mounier, plaidant la sanction pure et simple de la Constitution et des articles de la Déclaration, demande une autre entrevue au roi, qu'il obtient vers vingt-deux heures, après les longues délibérations du roi avec son Conseil. Le Conseil propose au roi de fuir à Metz, ce qu'il refuse. D'autres projets sont faits pour faire partir le reste de la famille royale, mais les voitures sont arrêtées par le peuple. Le roi sanctionne le texte lorsqu'il reçoit enfin Mounier.
Pendant les délibérations à l'Assemblée et chez le roi, vers dix-huit heures, des troubles éclatent entre les gardes du corps, les manifestants réunis devant le château et la garde nationale versaillaise. Un garde du corps à cheval, M. de Savonnières, frappe des hommes et des femmes de son épée. Un garde national versaillais en civil lui tire dessus, lui cassant le bras. Le garde du corps décédera des suites de cette blessure en février ou mars 1790. On ignore le nombre de blessés parmi les manifestants au soir du cinq.
Commandés par La Fayette, vingt mille hommes de la garde nationale de Paris arrivent à Versailles vers minuit. Considérant le calme apparent après les échauffourées de la soirée, le général juge que la nuit se passera sans éclat. Harassé de fatigue, il part dormir à l'hôtel versaillais de Noailles, sans contrôler les postes de garde. D'après les mémoires du comte François Dominique de Reynaud de Montlosier, « on ne [prit] pas même au château, pour la sûreté du roi, les précautions les plus ordinaires ». Ainsi, plusieurs grilles demeurent ouvertes ou sans garde suffisante.

## Journée du 6 octobre

### Intrusion au château de Versailles

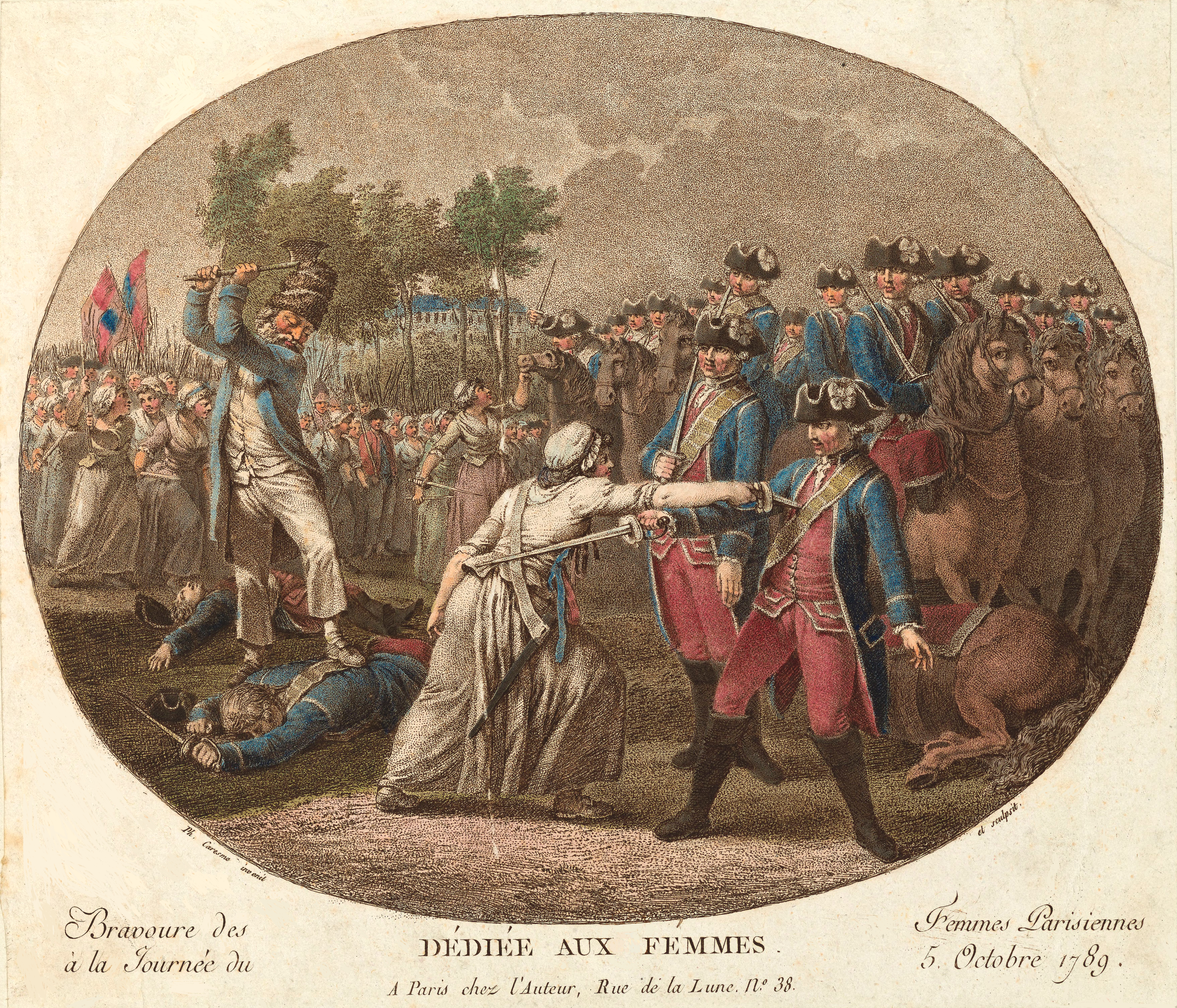
Deux gardes sont tués lors de l'affrontement entre les femmes parisiennes et les gardes du corps de la maison du roi, le 6 octobre 1789 à Versailles.
Estampe de Jacques-Philippe Caresme, Paris, BnF, département des estampes, vers 1789.

Pendant cette dernière nuit de la royauté à Versailles, le pouvoir royal et les modérés dorment. Le 6 octobre, dès le lever du jour, des émeutiers pénètrent dans la cour du château. Un affrontement a lieu avec les gardes du corps, deux gardes sont tués et leurs têtes mises au bout d'une pique. Les assassins se ruent dans les appartements royaux, ils sont retenus par d'autres gardes du corps dont Tardivet du Repaire et Miomandre de Sainte-Marie.
Marie-Antoinette, à peine vêtue, se précipite chez le roi. La garde nationale de Paris intervient alors pour protéger les gardes du corps qui protègent la famille royale, La Fayette enfin réveillé intervient et calme les esprits, les gardes du corps et les gardes nationaux fraternisent. La foule dehors veut voir Louis XVI au balcon, il s'exécute accompagné de Marie-Antoinette portant le dauphin dans ses bras. Dans la cour, la foule crie « À Paris ! À Paris ». Le roi ne peut qu'accepter : « Mes amis, j'irai à Paris avec ma femme et mes enfants ; c'est à l'amour de mes bons et fidèles sujets que je confie ce que j'ai de plus précieux ». La foule crie : « Vive le général ! », « Vive le roi ! », « Vive la reine ! ».

### Retour de la famille royale à Paris

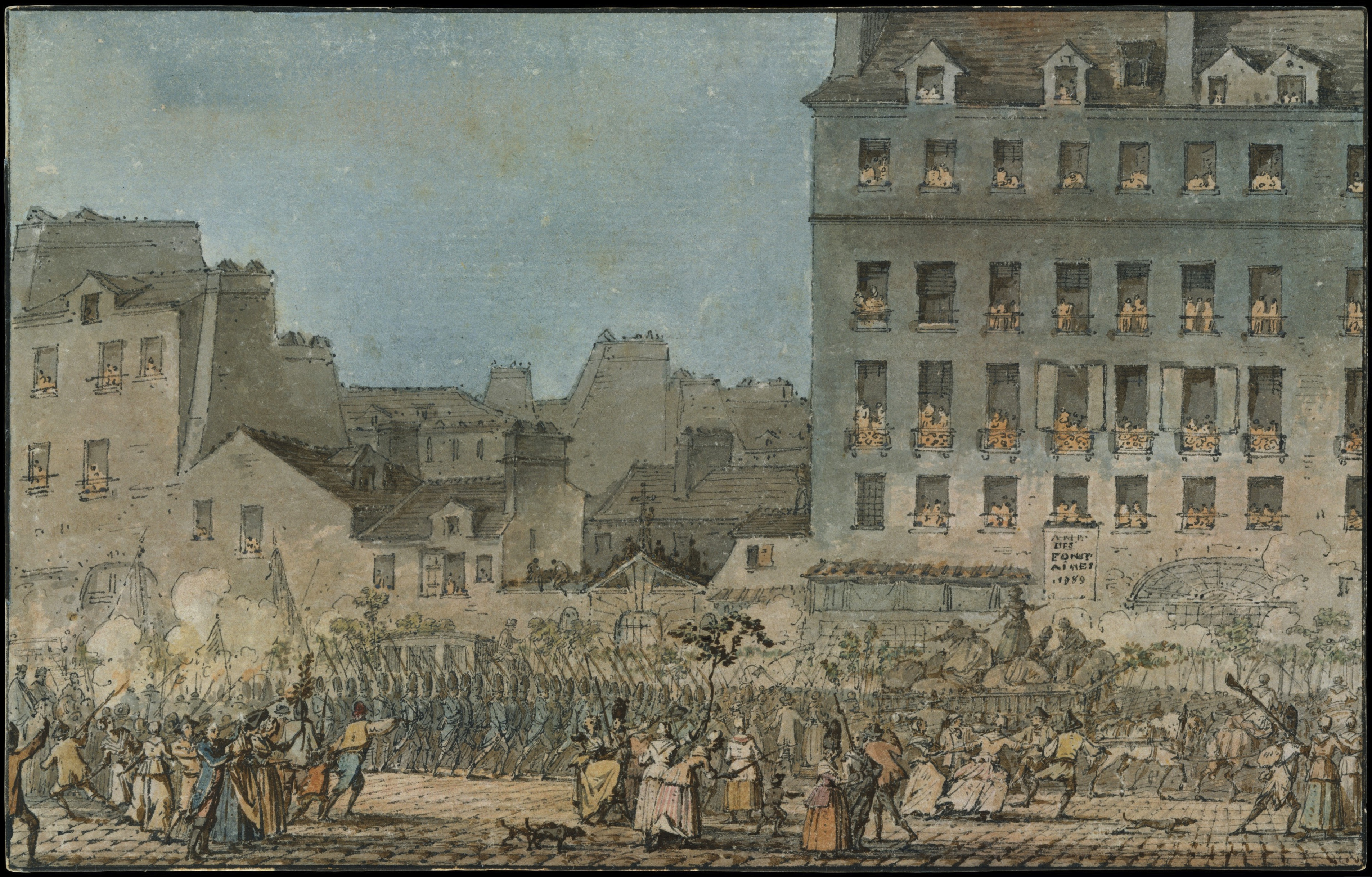
Retour du roi à Paris, le 6 octobre 1789.
Dessin de Swebach-Desfontaines, 1789.

À 11 h l'Assemblée se réunit, sous la présidence de Mounier. Il est décidé, sur proposition de Mirabeau et Barnave, que l'Assemblée est inséparable du roi et donc qu'elle doit le suivre à Paris. Les députés s'installent à Paris une semaine plus tard.
À 13 h, le roi quitte Versailles pour Paris accompagné de toute la famille royale. En tête de l'immense cortège de plus de 30 000 hommes des gardes nationaux portant chacun un pain piqué au bout de la baïonnette, puis les femmes escortant des chariots de blé et des canons, puis les gardes du corps et les gardes suisses désarmés, vient le carrosse de la famille royale escorté par La Fayette, suivi d'autres voitures qui emmènent quelques députés puis la majeure partie des gardes nationaux et le reste des manifestants criant : « Nous ramenons le boulanger, la boulangère et le petit mitron ! »
À l'entrée de Paris, Bailly accueille le roi à 20 h sous les applaudissements de la foule. Il lui remet les clefs de Paris, comme le 17 juillet précédent. Deux discours et une déclaration du roi sont prononcés. On crie « Vive le roi, vive la Nation ». Après cette courte pause à l'Hôtel de ville, le roi et sa famille arrivent aux Tuileries à 22 h, où rien n'était préparé pour les recevoir. Étonné lui-même de ce délabrement, La Fayette dit à la reine qu'il allait s'occuper d'y pourvoir : « Je ne savais pas, répondit-elle dédaigneusement, que le roi vous eût nommé intendant de sa garde-robe. »[réf. nécessaire]

## Réputation de La Fayette

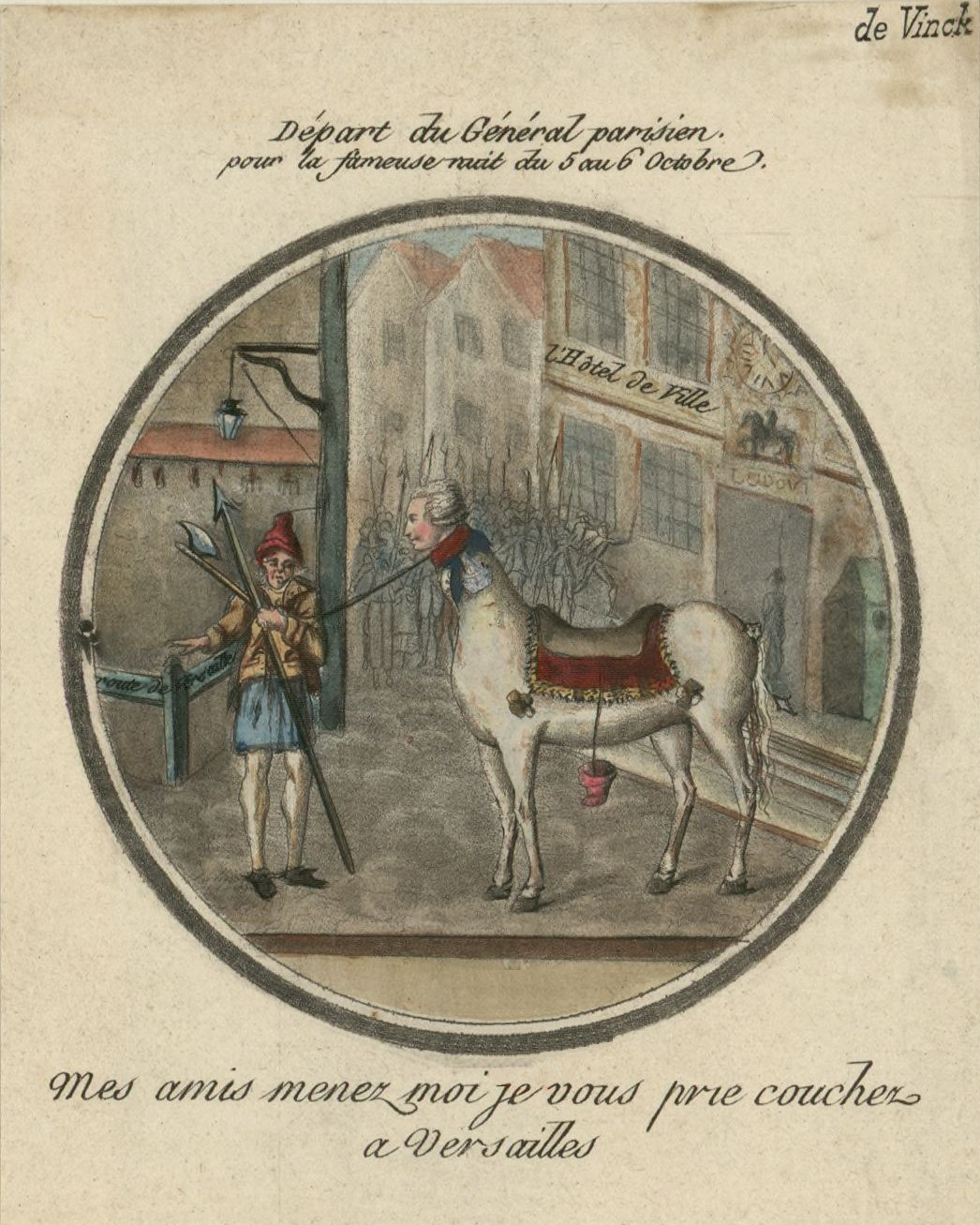
Départ du général parisien pour la fameuse nuit du 5 au 6 octobre 1789- - mes amis menez moi je vous prie couchez a Versailles (sic).
Caricature anonyme moquant la décision de La Fayette de dormir au lieu de protéger le château.

La réputation de La Fayette est durablement ternie par son attitude pendant ces deux journées. Il lui est reproché d'avoir voulu empêcher la garde nationale parisienne de venir à Versailles, accusations auxquelles il oppose qu'il voulait avant tout une autorisation légale d'agir, qui lui est en effet donnée par la commune de Paris. Pour être allé dormir au moment le plus critique, il est également raillé par le pamphlétaire royaliste Rivarol qui lui attribue le surnom de « général Morphée ».

## Les hommes déguisés en femmes
L'une des accusations les plus fréquemment faites à propos des journées d'octobre, pour montrer que le mouvement avait été organisé, concerne des hommes habillés en femmes qui auraient joué les agents provocateurs au sein des cortèges, puis auraient mené les attaques du 6.
Plusieurs formulations dans la Procédure laissent penser que les témoignages ont été orientés par les greffiers, qui auraient directement demandé aux témoins s'ils avaient vu des hommes habillés en femmes, ou s'ils savaient qui avait payé pour organiser la révolte. Des témoignages de première main existent  sur la présence d'hommes déguisés en femme. Cependant, ils se ressemblent souvent et certains[Lesquels ?] rapportent les ouï-dire comme des faits. Les rumeurs ont eu un rôle important dans la formation des témoignages de l'événement, et il est difficile de faire la part du vrai (il y a sûrement eu des hommes déguisés en femmes, mais combien ? leur présence était-elle significative ?)
Pour remettre ces accusations en contexte, les révoltes frumentaires aux XVIIIe siècle sont principalement le fait des femmes, et pas seulement parce qu'elles sont chargées du ravitaillement de la famille. C'est un aspect codifié des révoltes de l'Ancien Régime qui veut que ce genre de manifestations leur soient dévolues. Un autre argument est que les soldats étaient moins enclins à tirer sur des femmes. Ce fut le cas lors de la Révolution de 1418, où le prévôt de Paris Tanneguy du Chastel échafaude un plan de noyade en masse visant les Parisiennes, projet que la prise de la Bastille, le 31 mai de cette année, fait échouer. Il est connu que pour participer à ces manifestations, des hommes se déguisèrent en femmes. D'autre part, plusieurs épisodes liés à la prise de parole des manifestantes montrent leur parole captée ou détournée par des hommes (comme Stanislas Maillard ou dans une certaine mesure Mounier). Enfin, beaucoup considèrent que des femmes trop grandes, trop grosses, trop fortes (celles qui manipulent un canon), sont trop peu féminines pour être de vraies femmes.
Dire que cette révolte est menée par des hommes déguisés en femmes est avant tout un parti-pris[réf. nécessaire] visant à prouver que la révolte n'était pas spontanée et que seuls les hommes pouvaient justifier de la force. C'est ainsi un discours sur la place des femmes dans la société et la politique : leur action révolutionnaire serait donc fondamentalement contre nature,. Le propos révolutionnaire autant que contre-révolutionnaire tend à démontrer que des femmes qui se révoltent, virilisées, dépossédées de leur féminité, ayant perdu leurs attributs « naturels », sont réduites au rang de furies, de bêtes et perdent leur humanité.

## Le duc d'Orléans et «l'organisation» des journées d'octobre
Il n'existe aucune preuve que les journées d'octobre aient été organisées, qu'on ait payé des agents provocateurs pour attiser la révolte chez le peuple, ou que le duc d'Orléans ait eu la moindre implication dans l'événement. Si l'argument de l'organisation des journées d'octobre n'a pas manqué d'être évoqué à l'époque, il ne repose que sur des témoignages de la Procédure du Grand Châtelet sujets à caution. Pour cela il faut remettre la Procédure en contexte : c'est une procédure à charge, pour crime de lèse-nation. Il s'agit de dénoncer et de trouver des coupables. Les greffiers orientent les réponses, et la quasi-totalité de ceux interrogés dénoncent la révolte et essaient de prouver leur non-participation. Par ailleurs, la Procédure s'étale sur plusieurs mois et le rôle joué par la rumeur dans son élaboration a été souvent souligné.
Cette influence de la rumeur peut expliquer la forte ressemblance des témoignages sur la « corruption » des manifestants : ils sont toujours mal habillés, mais agitent leurs poches pour faire entendre le bruit des pièces, voire les brandissent en s'exclamant qu'ils ont été bien payés.
En ce qui concerne la participation du duc d'Orléans, elle est balayée par le rapport fait par l'Assemblée nationale, au motif que les témoignages sont insuffisants (on aurait vu des cavaliers entrer et sortir d'une de ses demeures, on l'aurait vu traverser la place d'armes entouré du peuple qui l'acclamait, on l'aurait vu habillé en bourgeois au faubourg Saint-Antoine), voire ridicules : l'un des témoignages le décrit au milieu des assaillants leur indiquant directement le chemin à suivre à l'intérieur du château. Là encore, il faut remettre le rôle du duc d'Orléans dans le contexte de la Révolution. Il est ennemi du parti de la cour et du roi et rêve du pouvoir, ce qui en fait l'ennemi juré de tous les partisans des Bourbons, d'autant plus qu'il est adoré par le peuple (en juillet, son buste en cire est promené dans Paris, en même temps que celui de Necker). Il est effectivement vu par certains comme une alternative possible à Louis XVI — pour une régence de Louis XVI. Il est surtout l'objet de tous les fantasmes de complots, car il est l'une des premières fortunes de France, ce qui lui donnerait les moyens de les organiser, mais ne prouve pas qu'il l'a fait. Toutefois, on sait que la spéculation sur le blé est la conséquence d'achat de blé par une banque britannique, en lien direct avec les contacts du duc d'Orléans à Londres. Le duc d'Orléans n'a jamais revendiqué les faits.